# Søldarfjørður
Søldarfjørður er en gammel færøsk bygd, som have 345 indbyggere den 1. januar 2025, på den sydlige del af  Eysturoy. Bygden er en del af Runavíkar kommuna og er en del af en hel kæde af bygder der efterhånden danner en 10 km lang bebyggelse på østsiden af Skálafjørður.  

## Søldarfjørður Havn
Sydhavnsområdet bruges hovedsageligt til olieindustrien. Olietankskibe kommer for at losse olie hver 14. dag, og havnen bruges også af russiske skibe og omladning. Marinaen er i god stand og populær blandt lokale bådejere. Den maksimale kapacitet er 15 både. Nordhavnsområdet er vært for flere virksomheder. Kajkanten er 55 m lang med 6 m dybgang.   

## Historie
Søldarfjørður, oprindeligt Sólmundarfjørður er nævnt i Hundebrevet og har sandsynligvis været beboet siden Færøerne blev befolket. Søldarfjörður nævnes også i en historisk kilde er i en matrikel fra 1584. Heinason ejede meget jord over hele landet, både ejendom og kongsjord. 
Ved tinget i 1674 stævnes Magnus Ólason i Søldarfjørður for at have haft samleje med Magga Abrahamsdóttir. Magnus bliver atter indkaldt til afdelingen 1679; denne gang for at have haft sex med sin kone, før de blev gift. I 1689 blev Petur Ábrahamsson fra Søldarfjørður, som dengang var flyttet til Norðragøta, sagsøgt for at have haft seksuel omgang med sin kone, før de giftede sig.
Havet har også krævet sine ofre, og i Søldarfjørður står der et monument over dem, der ikke kom hjem fra havet. Bygden var særligt ramt, da fiskekutteren  Immanuel forliste natten mellem den 9. og 10. april 1932. 10 mænd fra Søldarfjörður døde foruden flere fra nabobygdernee.  
Bygden er let genkendelig fra dens massive olietanke, som den britiske besættelsesmagt opstillede under 2. verdenskrig på Færøerne. Arealet blev efter krigen købt af de færøske myndigheder, og kort efter plantede man træer i området, som i dag udgør en plantage med legeplads.

## Kultur
Der blev indviet en ny skole i 1992. Skolen er nu nedlagt og eleverne undervises nu i Glyvrar og i Runavík.
Skolen i Søldarfjørður benyttes nu til andre almennyttige aktiviteter.
Forsamlingshuset Elim i Søldarfjörður er et mødehus for Brøðrasamkoman.  Det blev oprindeligt bygget i 1920 og senere udvidet. Omkring 1990 blev det nye Elim bygget og blev renoveret omkring 2014.

## Sport
Færøernes eneste taekwondoklub blev etableret i Søldafjørður i maj 2015 af den dengang kun ti-årige dreng, Høgni Kunoy Dávason. Klubben fik straks mange medlemmer, og to år senere havde klubben over 100 aktive medlemmer, der kommer fra Eysturoy, Streymoy og Norðoyggjar, de træner i den tidligere skole i Søldarfjørður. Flere af medlemmerne har vundet medaljer i konkurrencer i Danmark. Høgni Kunoy Dávason, der lider af sygdommen cystisk fibrose, blev i oktober 2017 hædret af Færøernes Folkesundhedsråd, Fólkaheilsuráðið, med prisen "Årets dagligdagshelt".